# Lillian Somoza Debayle
Lillian Somoza Debayle, född 3 maj 1921, död 17 maj 2003, var en medlem av diktatorfamiljen Somoza i Nicaragua. Hon var dotter till president Anastasio Somoza García och Salvadora Debayle de Somoza, gift med Nicaraguas ambassadör i USA, Guillermo Sevilla Sacasa, och syster till presidenterna Luis Somoza Debayle och Anastasio Somoza Debayle.
Lilian är känd för den lyx hennes far kostade på henne. Hennes far lät 14 november 1941 kröna henne till "Arméns drottning" i katedralen i Managua, en uppmärksammad ceremoni med stor militärparad. Det var en kontroversiell propagandaceremoni som tilldrog sig stor uppmärksamhet. Hon gifte sig 1943 med Guillermo Sevilla Sacasa i ett påkostat offentligt bröllop. Hennes make var landets ambassadör i USA 1943-1979. 